# Maliattha subcrocea
Maliattha subcrocea är en fjärilsart som beskrevs av Emilio Berio 1959. Maliattha subcrocea ingår i släktet Maliattha och familjen nattflyn. Inga underarter finns listade i Catalogue of Life.